# نهر سينمار
نهر سينمار هو نهر في شمال سومطرة، إندونيسيا. وهو أحد روافد نهر إندراجيري.